# Cheick Keita (1996)
Cheick Keita (Parijs, 16 november 1996) is een in Frankrijk geboren Malinees voetballer die doorgaans speelt als linksback. In januari 2025 verruilde hij L'Aquila 1927 voor Termoli.

## Clubcarrière
Keita speelde in de jeugd van Paris FC, waarna hij opgenomen werd in de opleiding van INF Clairefontaine. In 2011 werd de verdediger gescout door AS Monaco. Drie jaar later verkaste hij naar Virtus Entella. Zijn debuut in het eerste elftal maakte Keita op 15 september 2015, toen met 1–0 verloren werd op bezoek bij Ascoli door een doelpunt van Luca Antonini. De linksback begon in de basis en speelde het gehele duel mee. In zijn eerste seizoen in het eerste elftal kwam hij tot 31 optredens in de Serie B. Het seizoen erop leidde in de eerste seizoenshelft tot veertien optredens. In al deze wedstrijden begon hij in de basis.
Keita verkaste in januari 2017 naar Birmingham City, waar hij zijn handtekening zette onder een verbintenis voor de duur van drieënhalf jaar, met een optie op een jaar extra. Een half seizoen later nam Bologna de verdediger op huurbasis over. Hij speelde drie wedstrijden in de Serie A in het seizoen 2017/18. Het seizoen erop werd hij opnieuw verhuurd, ditmaal aan KAS Eupen. Daar was hij onder trainer Claude Makélélé een vaste waarde in het eerste elftal. Op de vijfde competitiespeeldag scoorde hij tegen Royal Excel Moeskroen het enige doelpunt van de wedstrijd, goed voor zijn eerste profdoelpunt. Na zijn uitleenbeurt aan Eupen bleef Keita nog een seizoen onder contract bij Birmingham, maar hij speelde geen enkele wedstrijd in het eerste elftal en haalde zelfs nauwelijks nog de wedstrijdselectie. Op het einde van het seizoen 2019/20 verliet hij de club. Pas in februari 2021 vond hij met HNK Gorica een nieuwe club. Tussen juli 2023 en juli 2024 zat Keita opnieuw zonder club, waarna hij voor L'Aquila 1927 tekende. Een half jaar later nam Termoli hem over.

## Clubstatistieken
| Seizoen | Club            | Competitie      | Competitie | Competitie | Beker | Beker | Internationaal | Internationaal | Totaal | Totaal |
| Seizoen | Club            | Competitie      | Wed.       | Dlp.       | Wed.  | Dlp.  | Wed.           | Dlp.           | Wed.   | Dlp.   |
| ------- | --------------- | --------------- | ---------- | ---------- | ----- | ----- | -------------- | -------------- | ------ | ------ |
| 2015/16 | Virtus Entella  | Serie B         | 31         | 0          | 1     | 0     | —              | —              | 32     | 0      |
| 2016/17 | Virtus Entella  | Serie B         | 14         | 0          | 2     | 0     | —              | —              | 16     | 0      |
| 2016/17 | Birmingham City | Championship    | 10         | 0          | 0     | 0     | —              | —              | 10     | 0      |
| 2017/18 | Birmingham City | Championship    | 1          | 0          | 0     | 0     | —              | —              | 1      | 0      |
| 2017/18 | → Bologna       | Serie A         | 3          | 0          | 0     | 0     | —              | —              | 3      | 0      |
| 2018/19 | → KAS Eupen     | Eerste klasse A | 24         | 2          | 0     | 0     | —              | —              | 24     | 2      |
| 2019/20 | Birmingham City | Championship    | 0          | 0          | 0     | 0     | —              | —              | 0      | 0      |
| 2020/21 | HNK Gorica      | 1. HNL          | 9          | 0          | 1     | 0     | —              | —              | 10     | 0      |
| 2021/22 | HNK Gorica      | 1. HNL          | 28         | 0          | 3     | 0     | —              | —              | 31     | 0      |
| 2022/23 | HNK Gorica      | 1. HNL          | 6          | 0          | 1     | 0     | —              | —              | 7      | 0      |
| 2024/25 | L'Aquila 1927   | Serie D         | 13         | 1          | 4     | 0     | —              | —              | 17     | 1      |
| 2024/25 | Termoli         | Serie D         | 1          | 1          | 0     | 0     | —              | —              | 1      | 1      |
| Totaal  | Totaal          | Totaal          | 140        | 4          | 12    | 0     | 0              | 0              | 152    | 4      |

Bijgewerkt op 6 januari 2025.